# Automobilwerke Ludwigsfelde
VEB IFA-Automobilwerke Ludwigsfelde (Народное предприятие ИФА-Автомобильный завод Людвигсфельде) — автомобилестроительное предприятие в бывшей ГДР. Получило широкую известность в странах социалистического лагеря благодаря своим среднетоннажным грузовикам IFA W50L, которые экспортировались в десятки стран мира, в том числе и в СССР. В странах бывшего СССР аббревиатура IFA фактически и стала синонимом этих грузовиков.

## История
Daimler-Benz Motoren GmbH как дочерняя компания концерна Daimler-Benz AG была основана в 1936 году в предместье города Людвигсфельде земли Бранденбург. Завод производил авиационные двигатели для немецких самолётов. В частности двигатели DB 600 для бомбрадировщиков Heinkel He 111; DB 601 (в том числе производимые по лицензии в Италии); DB 603 и DB 605. К 1943 году на заводе работали около 17 тысяч рабочих из которых 55 % были вольнонаёмными, 5 % военнопленные, 2 % узники концлагерей.

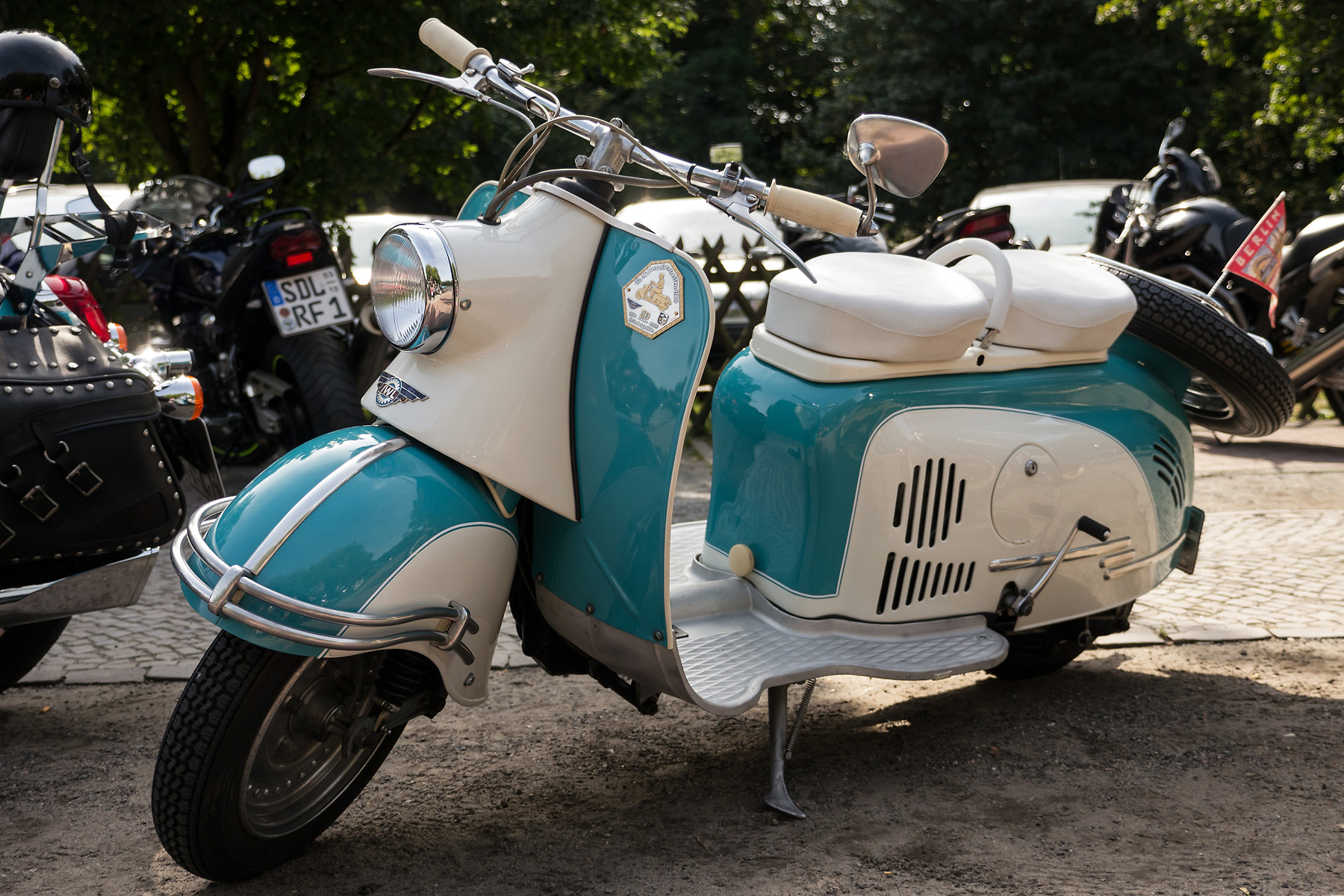
Мотороллер IWL Berlin

После окончания войны оборудование завода было демонтировано, а часть цехов взорвана. Людвигсфельде как и земля Бранденбург попали в Советскую зону оккупации Германии. В октябре 1949 года они вошли в состав вновь образованной Германской Демократической Республики.
Несколько лет руины завода пустовали. В марте 1952 года началось восстановление завода под новым названием IWL (Industiewerke Ludwigsfelde). Его профиль был изменён на выпуск гражданской продукции — мотороллеров. В феврале 1955 года был выпущен первый мотороллер марки Pitty. С 1956 года вместо него началось производство более простых мотороллеров SR56 Wiesel. С 1959 года мотороллеров марки Berlin, а с 1963 по 1965 годы Troll. Всего с 1955 по 1965 годы на заводе в Людвигсфельде было выпущено 233 215 единиц мотороллеров всех моделей.

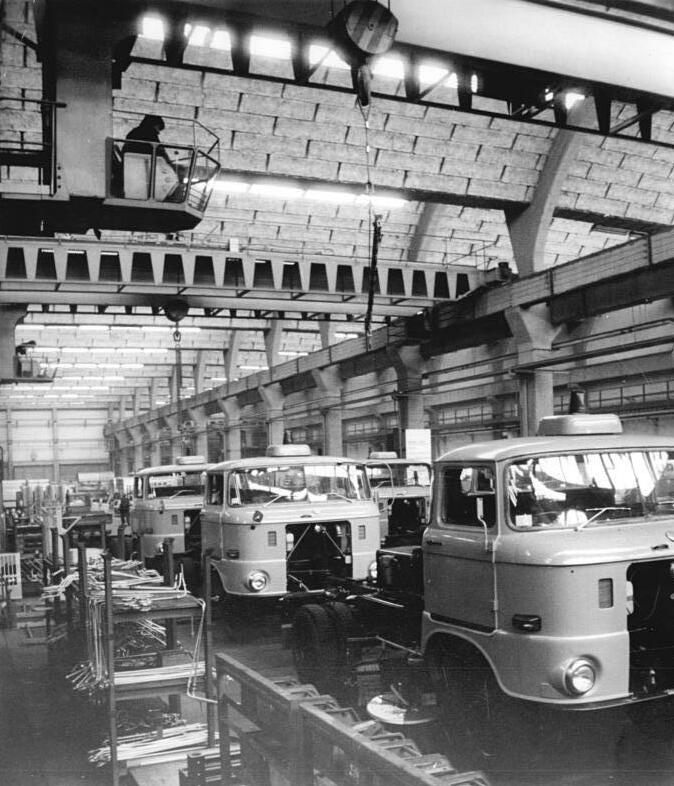
Сборка грузовиков IFA W50L

В 1965 году было принято решение о очередном изменение профиля завода. На этот раз завод был переименован в VEB IFA-Automobilwerke и сюда из завода в Вердау было перенесено производство среднетоннажных грузовых автомобилей IFA W50L. В дальнейшем предприятие выпускало их на протяжении последующих 25 лет. Грузовики выпускались в различных исполнениях и предназначались как для армии, так и для народного и сельского хозяйства, выпускались даже специальные подметально-уборочные машины КM 2301. В 1987 году к ним добавилась более мощная модель L60. Продукция экспортировалась в страны СЭВ, а также такие страны как: Ирак, Ливия, Куба, Вьетнам, Анголу и Эфиопию. СССР был значительным импортёром этих автомобилей. Всего в период с 1971 по 1986 годы было поставлено около 16 тысяч таких автомобилей.
Тем не менее, продукция завода к 1980-м годам морально устарела. После объединения двух Германий в 1990 году свои права на завод заявил его бывший владелец концерн Daimler-Benz AG. Первоначально была предпринята попытка адаптировать выпускаемые грузовики к европейскому рынку, в результате чего появилась модель IFA 1318 с Мерседесовской кабиной. Однако, дальнейшего развития проект не получил. В 1994 году Daimler-Benz приобрёл 100 % акций предприятия в Людвигсфельде, на котором началась сборка среднетоннажных грузовиков Mercedes-Benz LK, затем серии Т2, а позже микроавтобусов Vario. Сегодня завод собирает микроавтобусы и фургоны Sprinter. По состоянию на 2015 год на заводе работают 2000 человек, что делает его одним из крупнейших промышленных предприятий земли Бранденбург.

## Статистика выпуска автомобилей
| Год  | W50    | L60 | количество |  | Год            | W50     | L60    | количество |
| ---- | ------ | --- | ---------- |  | -------------- | ------- | ------ | ---------- |
| 1965 | 855    |     | 855        |  | 1979           | 26.800  |        | 26.800     |
| 1966 | 5.775  |     | 5.775      |  | 1980           | 27.001  |        | 27.001     |
| 1967 | 10.564 |     | 10.564     |  | 1981           | 28.201  |        | 28.201     |
| 1968 | 14.785 |     | 14.785     |  | 1982           | 29.004  |        | 29.004     |
| 1969 | 16.953 |     | 16.953     |  | 1983           | 28.101  |        | 28.101     |
| 1970 | 17.966 |     | 17.966     |  | 1984           | 30.300  |        | 30.300     |
| 1971 | 18.800 |     | 18.800     |  | 1985           | 32.294  |        | 32.294     |
| 1972 | 19.800 |     | 19.800     |  | 1986           | 32.516  |        | 32.516     |
| 1973 | 21.623 |     | 21.623     |  | 1987           | 29.606  | 1.734  | 31.340     |
| 1974 | 23.220 |     | 23.220     |  | 1988           | 22.378  | 6.604  | 28.982     |
| 1975 | 23.900 |     | 23.900     |  | 1989           | 20.071  | 8.081  | 28.152     |
| 1976 | 24.940 |     | 24.940     |  | 1990           | 13.405  | 3.870  | 17.275     |
| 1977 | 26.278 |     | 26.278     |  | Всего выпущено | 571.789 | 20.289 | 592.078    |
| 1978 | 26.653 |     | 26.653     |  |                |         |        |            |